# 유럽카

로고

유럽카(Europcar)는 프랑스의 자동차 대여 회사이다. 1949년에 설립되었다.
현재 143개국에 2,825개 점포가 있으며, 20만대 이상의 차량을 소유하고 있다.